# 名島の檣石

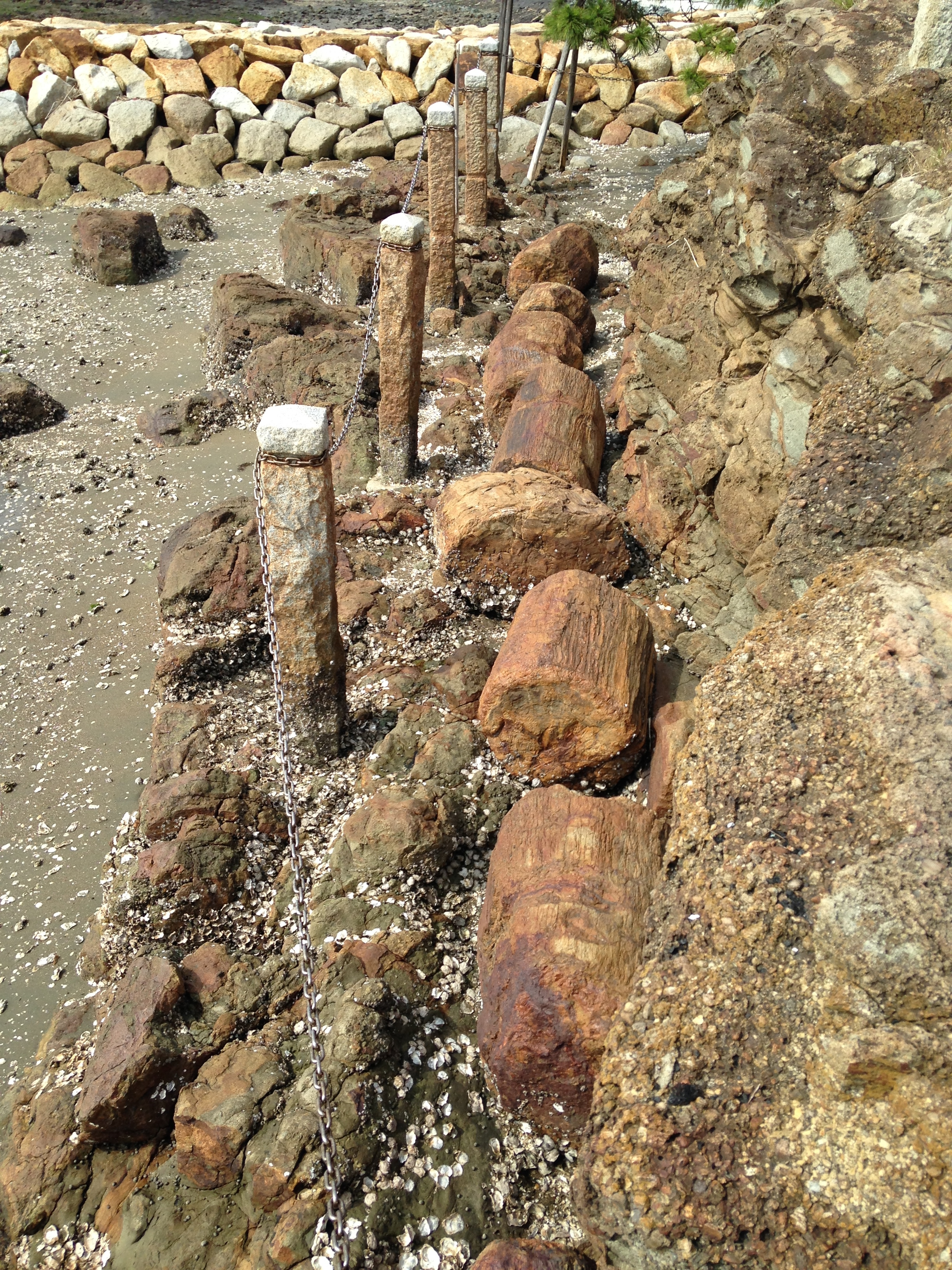
名島の檣石。干潮時。
2015年6月20日撮影。

名島の檣石（なじまのほばしらいし）は、福岡県福岡市東区名島1丁目にある、国の天然記念物に指定された珪化木である。「檣石」が難読漢字であるため「帆柱石」とも表記される。この珪化木は約3,500万年前の第三紀のカシ属樹木の主幹が化石になったものである。
博多湾の東北岸に面した磯場に、連続した9つの円柱状の珪化木が汀線上に並んでおり、干潮時は地表に現れているが満潮時はほぼ水没する。天然記念物としての指定範囲は陸上側と公有海面側の双方にまたがり、陸上側の範囲は隣接する名島神社境内の一部であり、名島の檣石の所有者および管理者は同神社である。
伝説によれば神功皇后が三韓征伐の際に使用した帆船の帆柱が石になったものと言われ、周辺地域では古くより「檣石（ほばしらいし）」と呼ばれ広く知られていた。国の天然記念物に指定された珪化木は全6件あるが、このうち名島の檣石は最も早い時期の指定となる1934年（昭和9年）5月1日に国の天然記念物に指定された。

## 解説

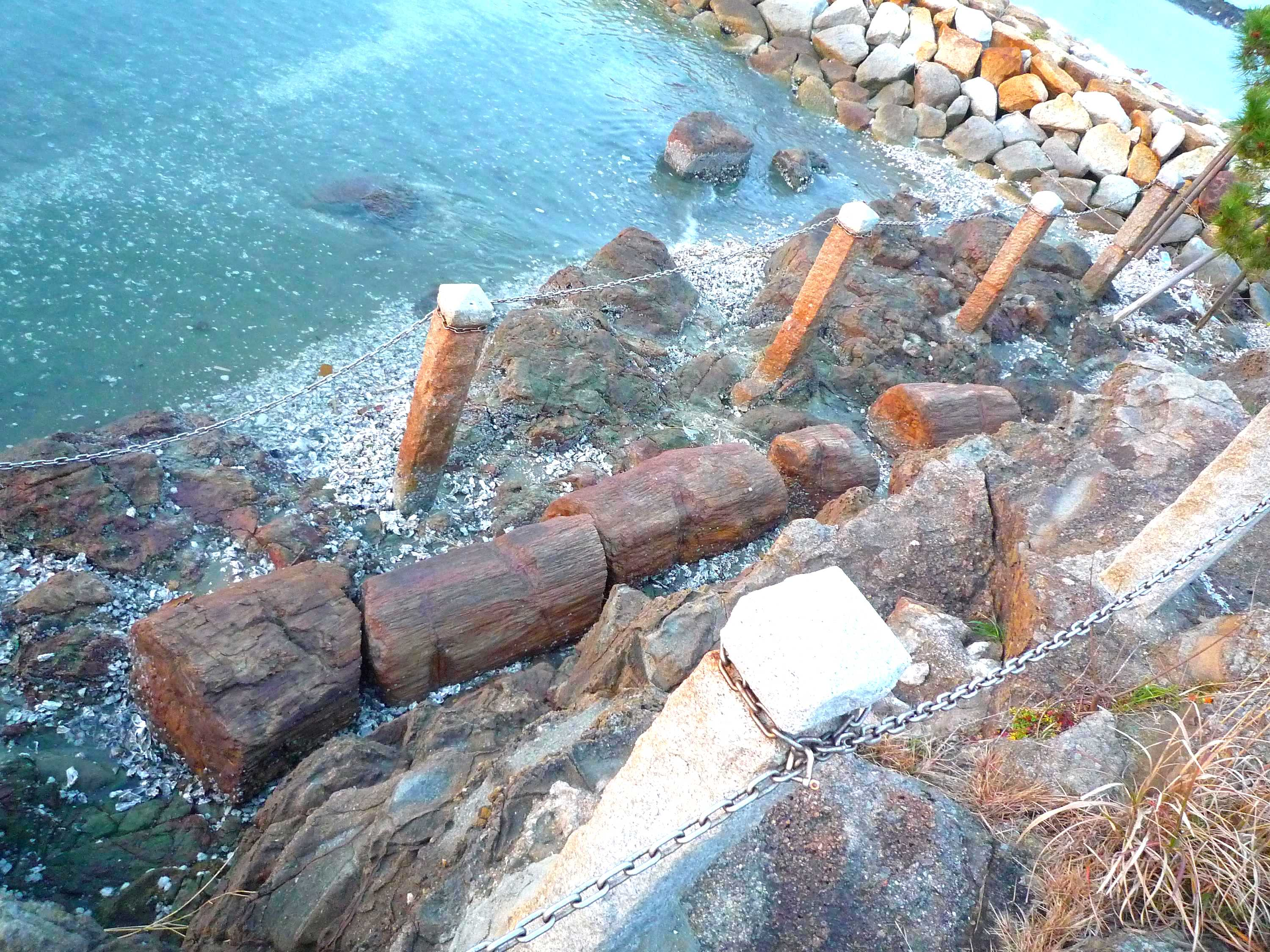
満潮に近い状態の名島の檣石。汀線に沿って並んでいる。2016年12月25日撮影。

名島の檣石は福岡市の中心部から博多湾沿いを北東側へ行った、同市東区名島地区の海岸線に所在する。この場所は博多湾にそそぐ多々良川河口のすぐ北側にあり、周辺一帯の沿岸部は近年、箱崎ふ頭などの埋立地や、人工島の福岡アイランドシティなど、大規模な造成が行われた景観の変貌が著しい地域である。
名島地区周辺の地質は古第三紀の「志免（しめ）層群、名島層」と呼ばれる礫岩や砂岩で構成されており、博多湾に突き出す形で標高 26 m（メートル） の城山と呼ばれる小高い丘陵を形成している。博多湾を見下ろすこの高台は、かつて所在した名島城の城址であるが、今日では宅地や名島神社の境内となっており、国の天然記念物に指定された名島の檣石は、この高台西側の博多湾へ接した海岸線に露出しているため、古くから人々の往来があった当地では広く知られた存在であり、国の天然記念物の珪化木としては第一号となる、1934年（昭和9年）5月1日に指定された。指定範囲は陸上側だけでなく満潮時の海岸線から 40 m 以内の海面も含まれている。
珪化木である名島の檣石は、元々は礫岩中に含まれていたものであるが、波打ち際にあるため波食や風化などの浸食によって礫岩中から地表部に露出したものと考えられ、今日では岩盤のくぼ地に載せられたようなかたちをしており、海岸の汀線に沿って北北東から南南西方向のほぼ直線状に並び、周囲の地層の走向（N60°E）と平行である。名島の檣石は輪切りにされた9つの断片から成り、総延長は約 15 m 、それぞれ長さは 60 cm（センチメートル） から 140 cm、直径 56 cmから 60 cm、太さ（周囲）はどれも一抱え（160 cmから 180 cm）程度で、北側が根元の方であると考えられている。
九州大学の首藤次男名誉教授によれば、名島の檣石は導管や随管の化石としての保存状態がよく、その観察結果に基づいてカシ属に同定され、 Quercinium hobashiraishi  OGURA と命名された。また、周囲の地質調査により、前述の礫岩層より下部の石炭層に含まれる珪化木は、炭層から直立した形態の現地性であるのに対し、名島の檣石は横たわった形態であるため、他所から流木として流れ着いた後に埋没して珪化したものと考えられている。名島周辺一帯の古三紀系の地層中には糟屋炭田と呼ばれる炭田が分布しており、このうち名島の檣石のある名島層は層位学上では下位にあたり、炭層を挟在しない。かつて近在の旧勝田炭鉱で縦坑を掘削した際に、この名島層からは海や汽水域に棲む貝の化石とともに多数の珪化木が産出している。
所有する名島神社は約3キロメートルほど東北東にある香椎宮の関係社の1つで、香椎宮の社伝によれば、神功皇后が三韓征伐の際に使用した帆船の帆柱が化石になったものと伝えられている。
1821年（文政4年）に刊行された、奥村玉蘭 編 『筑前名所図会』（福岡市博物館所蔵）の「名嶋古城図」の絵中にも、波打ち際に複数並んだ円柱状の帆柱石が描かれており、古くより人々に知られた存在であったことが分かる。

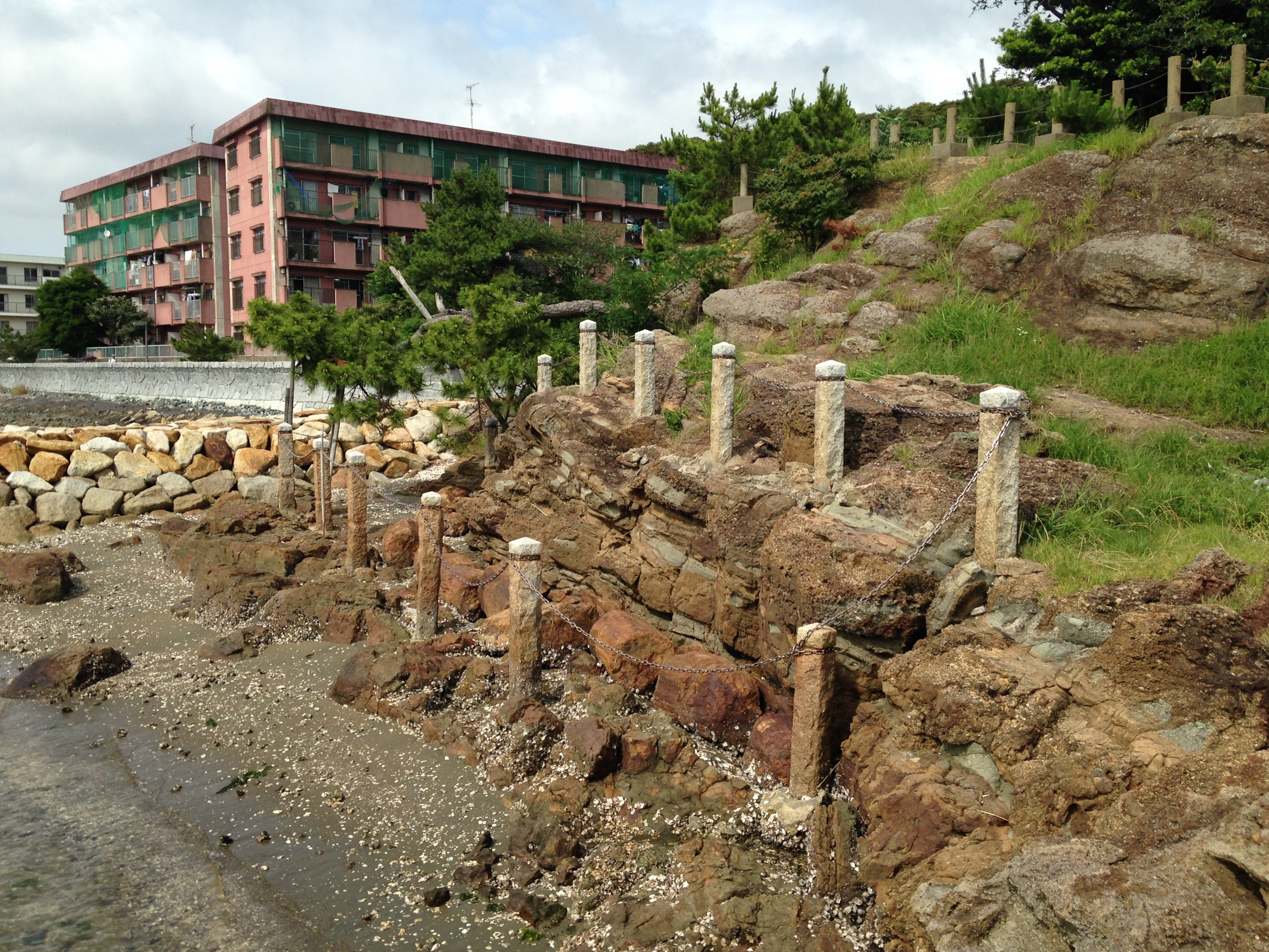
南西側から見た名島の檣石。
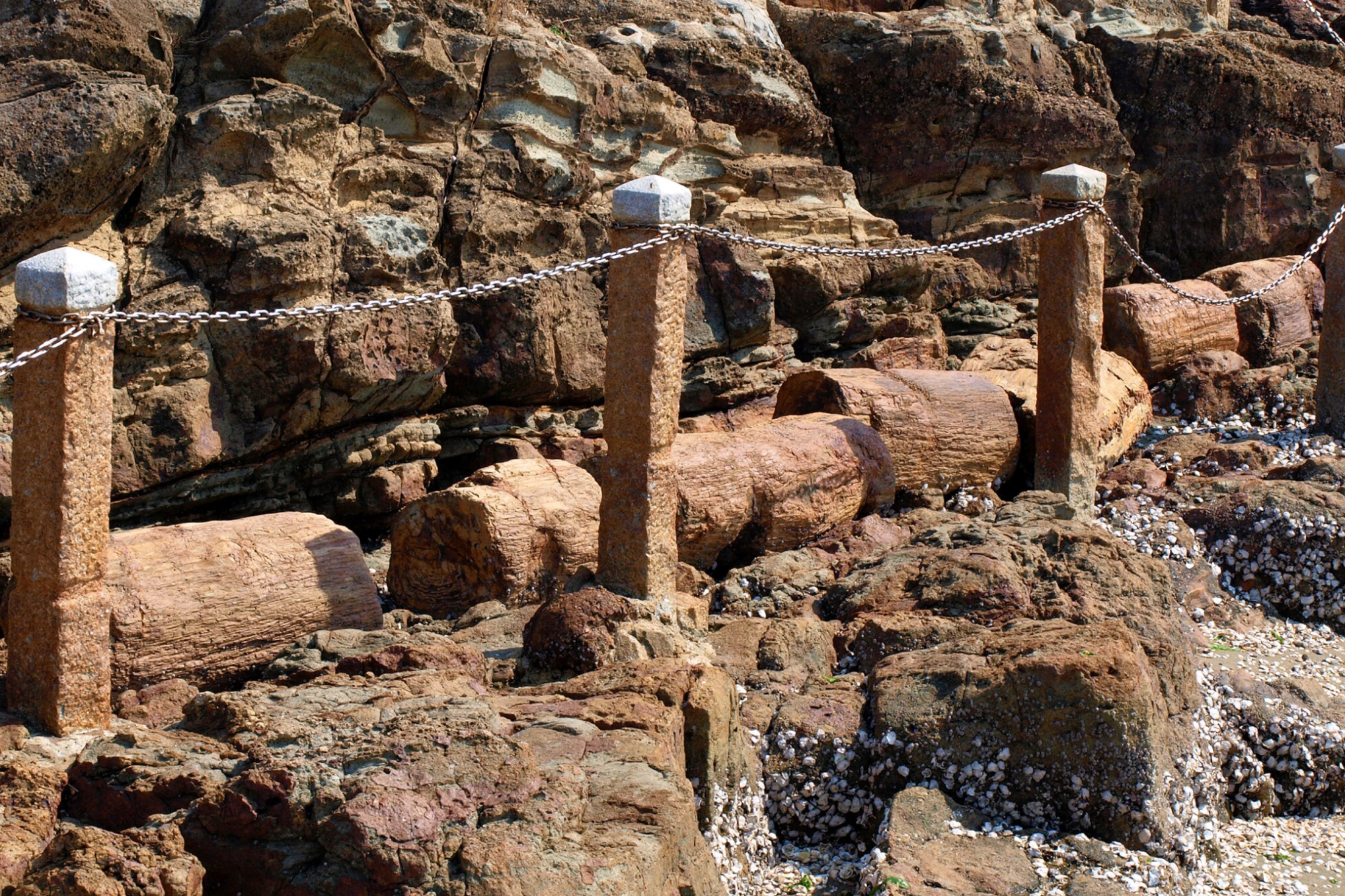
北西側から見た名島の檣石。輪切のような状態で連続して並んでいる。
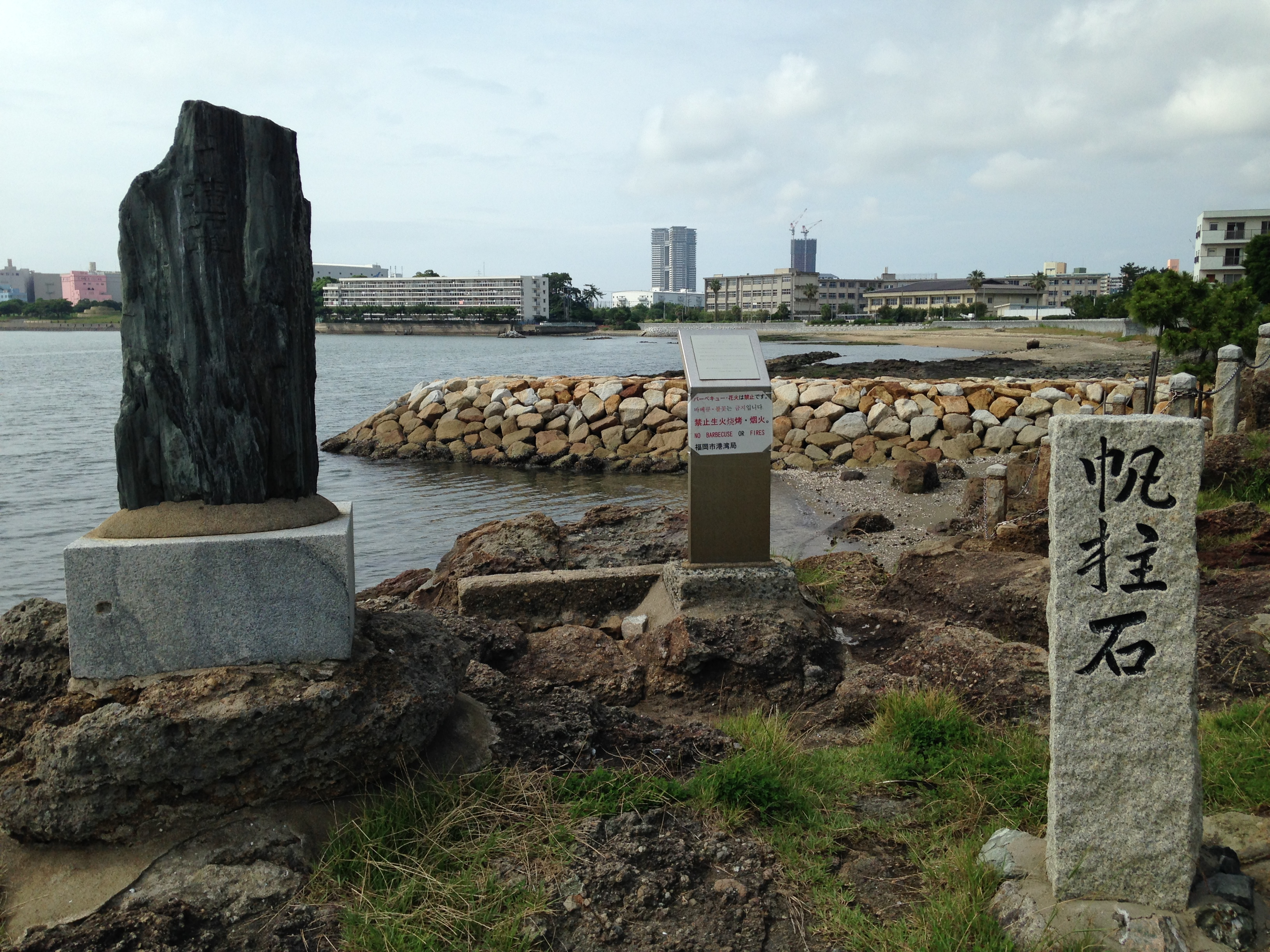
名島檣石の石碑。奥側は香椎浜ふ頭。

## 交通アクセス
所在地
- 福岡県福岡市東区名島1-27[12]

交通
- 西日本鉄道（西鉄）貝塚線名島駅下車、徒歩15分[12][13]。
- 西鉄バス「名島運動公園前」バス停より徒歩3分[12][13]。
- 福岡高速1号香椎線名島出入口より車で約3分[13]。